# Misura (matematica)
In analisi matematica, una misura, talvolta detta misura positiva, è una funzione che assegna un numero reale a taluni sottoinsiemi di un dato insieme per rendere quantitativa la nozione della loro estensione. In particolare, si assegnano lunghezze a segmenti di curva, aree a superfici, volumi a figure tridimensionali e probabilità ad eventi.
La teoria della misura è la branca dell'analisi reale e complessa che studia sigma-algebre, spazi misurabili, insiemi misurabili, misure, funzioni misurabili ed integrali. La teoria astratta della misura ha come casi particolari la teoria della probabilità, e trova numerose applicazioni in diversi settori della matematica pura ed applicata.
La nozione di misura, e quelle ad essa correlate, sono nate a cavallo tra il XIX secolo ed il XX secolo, nell'ambito appunto della formalizzazione della teoria della misura.

## Definizione
Sia {\displaystyle {\mathfrak {F}}} una σ-algebra definita su un insieme {\displaystyle X}.
Si definisce misura una funzione {\displaystyle \mu \colon {\mathfrak {F}}\to [0,+\infty ]} (vedi retta reale estesa), con {\displaystyle \mu (E)<+\infty } per almeno un {\displaystyle E\in {\mathfrak {F}}}, tale da essere σ-additiva.
La σ-additività, o additività numerabile, significa che se {\displaystyle E_{1},E_{2},\ldots \in {\mathfrak {F}}} è una successione di insiemi mutuamente disgiunti, allora:
{\displaystyle \mu \left(\bigcup _{i=1}^{+\infty }E_{i}\right)=\sum _{i=1}^{+\infty }\mu (E_{i}).}
Gli elementi di {\displaystyle {\mathfrak {F}}} sono detti insiemi misurabili, e la struttura {\displaystyle (X,{\mathfrak {F}},\mu )} viene detta spazio di misura.
Una misura complessa è una funzione numerabilmente additiva a valori complessi definita su una σ-algebra.

## Proprietà
Dalla definizione possono essere derivate le seguenti proprietà:
- L'insieme vuoto ha misura nulla:

{\displaystyle \mu (\varnothing )=0.}
- Se {\displaystyle E_{1}} ed {\displaystyle E_{2}} sono insiemi misurabili, allora se {\displaystyle E_{1}\subseteq E_{2}} si ha {\displaystyle \mu (E_{1})\leq \mu (E_{2})}.

- Se {\displaystyle E_{1},E_{2},\dots } sono insiemi misurabili e {\displaystyle \forall n\in \mathbb {N} \;\;E_{n}\subseteq E_{n+1}}, allora l'unione degli insiemi {\displaystyle E_{n}} è misurabile:

{\displaystyle \mu \left(\bigcup _{i=1}^{+\infty }E_{i}\right)=\lim _{i\to +\infty }\mu (E_{i}).}
- Se {\displaystyle E_{1},E_{2},\dots } sono insiemi misurabili e {\displaystyle \forall n\in \mathbb {N} \;\;E_{n+1}\subseteq E_{n}}, allora l'intersezione degli insiemi {\displaystyle E_{n}} è misurabile. Inoltre, se almeno uno di tali insiemi ha misura finita, allora

{\displaystyle \mu \left(\bigcap _{i=1}^{+\infty }E_{i}\right)=\lim _{i\to +\infty }\mu (E_{i}).}

## Misure prodotto
Siano {\displaystyle (X,{\mathfrak {F}},\mu )} e {\displaystyle (Y,{\mathfrak {G}},\lambda )} due spazi di misura. Ad ogni funzione {\displaystyle f} definita su {\displaystyle X\times Y} e ad ogni {\displaystyle x\in X} si può associare la funzione {\displaystyle f_{x}(y)=f(x,y)} definita in {\displaystyle Y}, e per ogni {\displaystyle y\in Y} si può associare la funzione {\displaystyle f_{y}(x)=f(x,y)}. Per ogni insieme aperto {\displaystyle V\in {\mathfrak {G}}\times {\mathfrak {F}}} si definisce inoltre:
{\displaystyle Q=\{(x,y):f(x,y)\in V\},\qquad Q_{x}=\{y:f_{x}(y)\in V\}.}
Si dimostra che se
{\displaystyle \phi (x)=\lambda (Q_{x}),\qquad \psi (y)=\mu (Q_{y}),\qquad \forall x\in X,\quad \forall y\in Y,}
allora {\displaystyle \phi } è {\displaystyle {\mathfrak {F}}}-misurabile e {\displaystyle \psi } è {\displaystyle {\mathfrak {G}}}-misurabile, e si ha:
{\displaystyle \int _{X}\phi d\mu =\int _{Y}\psi d\lambda .}
Si definisce la misura {\displaystyle \mu \times \lambda } prodotto delle due misure {\displaystyle \mu } e {\displaystyle \lambda } l'integrale:
{\displaystyle (\mu \times \lambda )(Q)=\int _{X}\lambda (Q_{x})d\mu (x)=\int _{Y}\mu (Q_{y})d\lambda (y).}

## Continuità assoluta
Se {\displaystyle \mu } e {\displaystyle \nu } sono misure sulla stessa sigma-algebra, la misura {\displaystyle \mu } si dice assolutamente continua rispetto a {\displaystyle \nu } se {\displaystyle \mu (A)=0} per ogni insieme {\displaystyle A} per il quale {\displaystyle \nu (A)=0}. Questa situazione viene presentata con la scrittura {\displaystyle \mu \ll \nu }.
Se esiste inoltre un insieme {\displaystyle B} tale per cui:
{\displaystyle \mu (E)=\mu (B\cap E),}
per ogni insieme {\displaystyle E} della sigma-algebra, allora tale misura si dice concentrata su {\displaystyle B}. Misure concentrate su insiemi rispettivamente disgiunti sono dette mutuamente singolari. In particolare, se {\displaystyle \mu _{1}} e {\displaystyle \mu _{2}} sono mutuamente singolari si scrive {\displaystyle \mu _{1}\perp \mu _{2}}.
Un teorema di particolare importanza nell'ambito della continuità assoluta delle misure afferma che se {\displaystyle \mu } e {\displaystyle \nu } sono due misure limitate, allora esiste un'unica coppia di misure positive {\displaystyle \mu _{1}\perp \mu _{2}} tali che:
{\displaystyle \mu =\mu _{1}+\mu _{2},\qquad \mu _{1}\ll \nu ,\qquad \mu _{2}\perp \nu .}
Il teorema di Radon-Nikodym afferma inoltre che esiste un'unica funzione {\displaystyle h\in L^{1}(\nu )} tale che:
{\displaystyle \mu _{1}(E)=\int _{E}hd\nu ,}
per ogni insieme {\displaystyle E} della sigma-algebra. La decomposizione
{\displaystyle \mu =\mu _{1}+\mu _{2}}
è detta decomposizione di Lebesgue di {\displaystyle \mu } relativamente a {\displaystyle \nu }, ed è unica. La funzione {\displaystyle h} si dice inoltre derivata di Radon-Nikodym di {\displaystyle \mu _{1}} rispetto {\displaystyle \nu }.
Il teorema può essere esteso al caso più generale in cui {\displaystyle \mu } è una misura complessa e {\displaystyle \nu } è sigma-finita e positiva.

## Differenziabilità di una misura
Sia {\displaystyle \mu } una misura complessa di Borel su {\displaystyle \mathbb {R} ^{k}}. Si consideri una famiglia di insiemi {\displaystyle E} di {\displaystyle \mathbb {R} ^{k}} tale che il diametro di {\displaystyle E} sia inferiore a {\displaystyle \delta } e tale che esiste una palla {\displaystyle B} contenente {\displaystyle E} la cui misura di Lebesgue sia inferiore alla misura di {\displaystyle E} moltiplicata per una costante finita.
Sia {\displaystyle A} un numero complesso. Si dice che {\displaystyle \mu } è differenziabile in {\displaystyle x\in \mathbb {R} ^{k}} e si scrive:
{\displaystyle (D\mu )(x)=A}
se, detta {\displaystyle m} la misura di Lebesgue, per ogni {\displaystyle \epsilon >0} esiste {\displaystyle \delta >0} tale che
{\displaystyle \left|{\frac {\mu (E)}{m(E)}}-A\right|<\epsilon ,\qquad x\in E.}
Tale espressione è equivalente al limite in cui il diametro dell'insieme {\displaystyle E} si annulla, ossia il limite in cui l'insieme coincide con il punto {\displaystyle x}.
Si definiscono inoltre la derivata superiore:
{\displaystyle ({\bar {D}}\mu )(x)=\lim _{\delta \to 0}\sup \left[{\frac {\mu (E)}{m(E)}}\right]}
e la derivata inferiore, ottenuta considerando l'estremo inferiore nella relazione precedente. La misura {\displaystyle \mu } è differenziabile se le derivate superiore e inferiore coincidono e sono finite, e in tal caso sono uguali a {\displaystyle (D\mu )(x)}.

### Integrale indefinito
Si dimostra che in {\displaystyle \mathbb {R} ^{k}} la misura {\displaystyle \mu } è differenziabile quasi ovunque rispetto a {\displaystyle m} e che la sua derivata è integrabile secondo Lebesgue. Inoltre, si può definire una misura {\displaystyle \mu _{s}} tale che
{\displaystyle \mu _{s}\perp m,\qquad (D\mu _{s})(x)=0,}
dove {\displaystyle \mu _{s}\perp m} indica che le misure sono mutuamente singolari. Per ogni insieme di Borel {\displaystyle E} si ha allora:
{\displaystyle \mu (E)=\mu _{s}(E)+\int _{E}(D\mu )(x)dx.}
Come conseguenza di questo fatto, una condizione necessaria e sufficiente alla mutua singolarità {\displaystyle \mu \perp m} è il fatto che {\displaystyle (D\mu _{s})(x)=0} quasi ovunque. In generale, due misure sono mutuamente singolari se la derivata di una rispetto all'altra è nulla quasi ovunque.
Inoltre {\displaystyle (D\mu )(x)} coincide quasi ovunque con la derivata di Radon-Nikodym se e solo se {\displaystyle \mu } è assolutamente continua rispetto a {\displaystyle m}, ed in tal caso:
{\displaystyle (D\mu )(x)={\frac {d\mu }{dm}},\qquad \mu (E)=\int _{E}(D\mu )(x)dx.}
Se si definisce infine integrale indefinito di {\displaystyle f\in L^{1}(\mathbb {R} ^{k})} l'espressione:
{\displaystyle \mu (E)=\int _{E}(D\mu )(x)dx,}
allora la derivata di un integrale indefinito coincide con la funzione integranda, ed inoltre ogni misura {\displaystyle \mu } che è assolutamente continua rispetto a {\displaystyle m} coincide con l'integrale della sua derivata.
In generale, se {\displaystyle f\in L^{1}(\mathbb {R} ^{k})}, allora
{\displaystyle f(x_{0})=\lim _{\delta \to 0}\left[{\frac {1}{m(E)}}\int _{E}(D\mu )(x)dx\right],\qquad x_{0}\in E,}
per quasi tutti i punti {\displaystyle x_{0}\in \mathbb {R} ^{k}}.

## Sigma-finitezza
Uno spazio di misura {\displaystyle (X,{\mathfrak {F}},\mu )} si dice finito se {\displaystyle \mu (X)} è un numero reale finito, mentre si dice σ-finito se {\displaystyle X} è l'unione numerabile di insiemi misurabili di misura finita. Un insieme in uno spazio di misura si dice avere misura σ-finita se è una unione numerabile di insiemi di misura finita.
Ad esempio, i numeri reali con la usuale misura di Lebesgue sono σ-finiti ma non finiti. Si considerino gli intervalli chiusi {\displaystyle [k,k+1]} per tutti gli interi {\displaystyle k}: vi è una quantità numerabile di tali intervalli, ciascuno avente misura 1, e la loro unione è l'intera retta reale. Alternativamente, si considerino i numeri reali con la misura di conteggio, che assegna ad ogni insieme finito di numeri reali il numero di punti nell'insieme. Questa misura non è σ-finita, in quanto ogni insieme con misura finita contiene solo un insieme finito di punti e sarebbe necessario una quantità non numerabile di tali insiemi per coprire l'intera retta reale. Gli spazi di misura σ-finita risultano avere alcune proprietà molto apprezzabili, e la σ-finitezza può essere confrontata alla separabilità degli spazi topologici.

## Completezza
Una misura {\displaystyle \mu } si dice completa se ogni sottoinsieme di un insieme di misura nulla è misurabile. Il teorema che sta alla base della definizione afferma che se {\displaystyle (X,{\mathfrak {F}},\mu )} è uno spazio di misura e {\displaystyle {\mathfrak {F}}^{*}} l'insieme di tutti gli insiemi {\displaystyle E\subset X} per i quali esistano due insiemi {\displaystyle A} e {\displaystyle B} di {\displaystyle {\mathfrak {F}}} tali che
{\displaystyle \mu (B-A)=0,\qquad A\subset E\subset B,}
allora, definendo {\displaystyle \mu (E)=\mu (A)}, {\displaystyle {\mathfrak {F}}^{*}} è una σ-algebra e {\displaystyle \mu } una misura su di essa.
La misura {\displaystyle \mu } estesa in tal modo si dice completa, e {\displaystyle {\mathfrak {F}}^{*}} prende il nome di {\displaystyle \mu }-completamento di {\displaystyle {\mathfrak {F}}}. Dal teorema segue che ogni misura può essere completata.

## Generalizzazioni
In alcuni ambiti risulta utile disporre di varianti della misura definita in precedenza che possano assumere valori infiniti o non ristretti al campo reale.
- Le funzioni su insiemi numerabilmente additive che assumono valori dati da numeri reali sono chiamate misure con segno.
- Funzioni su insiemi numerabilmente additive che possono assumere valori complessi si dicono misure complesse.
- Le misure con codominio in uno spazio di Banach sono chiamate misure spettrali, e vengono usate principalmente in analisi funzionale nell'ambito della teoria spettrale.
- Le misure finitamente additive sono misure che, invece della additività numerabile, posseggono soltanto la additività finita. Storicamente questa definizione di misura è stata usata per prima, ma non si è rivelata sufficientemente utile. In generale, le misure finitamente additive sono collegate a nozioni come quella dei limiti di Banach, duale dello spazio L∞ e della compattificazione di Stone-Čech.

Per distinguere una usuale misura a valori positivi dalle sue possibili generalizzazioni si utilizza frequentemente il termine misura positiva.
Un importante risultato della geometria integrale, noto come teorema di Hadwiger, stabilisce che lo spazio delle funzioni di insieme non necessariamente non negative, invarianti per traslazione e finitamente additive che sono definite nell'insieme delle unioni finite di insiemi compatti convessi in {\displaystyle \mathbb {R} ^{n}} consiste (a meno di multipli scalari) di una misura che è omogenea di grado {\displaystyle k} per qualsiasi {\displaystyle k=0,1,2,\dots ,n} e di combinazioni lineari di tali misure. La specificazione "omogeneo di grado {\displaystyle k}" significa che riscalando di un qualsiasi fattore {\displaystyle c>0} tutti gli insiemi si moltiplica la misura di insieme per {\displaystyle c^{k}}. La misura omogenea di grado {\displaystyle n} è l'ordinario volume {\displaystyle n}-dimensionale, quella omogenea di grado {\displaystyle n-1} è il volume di superficie, quella omogenea di grado 1 è una funzione chiamata "ampiezza media" mentre la misura omogenea di grado 0 è infine la caratteristica di Eulero.

## Esempi
- La misura di conteggio è definita da {\displaystyle \mu (S)\equiv } numero di elementi nell'insieme {\displaystyle S}.
- La misura di Lebesgue è l'unica misura completa invariante per traslazione sopra una sigma algebra contenente gli intervalli in {\displaystyle \mathbb {R} } tale che {\displaystyle \mu ([0,1])=1}.
- La misura di Haar per un gruppo topologico localmente compatto è una generalizzazione della misura di Lebesgue ed ha una proprietà di unicità simile alla precedente.
- La misura zero è definita da {\displaystyle \mu (S)\equiv 0} per ogni insieme {\displaystyle S}.
- Ad ogni spazio di probabilità si associa una misura che assume il valore 1 sull'intero spazio (e di conseguenza assume tutti i suoi valori nell'intervallo unitario {\displaystyle [0,1]}). Questa misura viene detta misura di probabilità (si veda anche assiomi della probabilità).